# Aedes apicoargenteus
Aedes apicoargenteus es una especie de mosquito africano, descrita por primera vez como Stegomyia apicoargentea de especímenes recolectados en Ashanti, Ghana.

## Distribución geográfica
Se han recolectado adultos a lo largo de senderos boscosos cerca de Obuasi y Kumasi, Ghana. La distribución geográfica incluye Angola, Benín, Burkina Faso, Camerún, República Centroafricana, Congo, Costa de Marfil, República Democrática del Congo (Zaire), Gabón, Ghana, Kenia, Liberia, Nigeria, Senegal, Sierra Leona, Sudán y Sudán del Sur, Tanganica, Togo y Uganda.

## Importancia médica
Los mosquitos Aedes apicoargenteus son vectores del virus del Zika, el agente causante de la fiebre del Zika.